# Gedong Bagus Oka
Gedong Bagus Oka (3 de octubre de 1921-14 de noviembre de 2002) fue una reformadora y filósofa hindú de Indonesia . Estaba considerada una de las principales autoridades en Agama Hindu Dharma y comenzó el movimiento Parisada Hindu Dharma Indonesia en la década de 1980. Recibió el Premio Jamnalal Bajaj en 1994.

## Biografía
Gedong Bagus Oka nació en Karangasem  su nombre de nacimiento fue Ni Wayan Gedongera, era hija de la pareja formada por I Komang Layang y Ni Komang Pupuh, miembro del consejo de la aldea. A diferencia de la mayoría de las mujeres en ese momento, sus padres le dieron a la joven Gedong la libertad de llevar a cabo todos sus deseos. Se le permitió ir a la escuela y más tarde se fue a estudiar a Yogyakarta y Yakarta.
En la escuela de Yogyakarta pudo estudiar con total libertad el cristianismo. Su comprensión del cristianismo y su origen en la tradición hindú le permitió tener amistad con  Mahatma Gandhi, ambos hablaron de la filosofía cristiana y de la filosofía hindú.
La comprensión de estas dos religiones la convirtió en una seguidora del espíritu hindú, que es ahiṁsā (no violencia) y satya (verdad).